# Maastricht
Maastricht /ma:'strɪxt/ , o /ma:'stʀɪçt/ nella variante fiamminga e localmente (Mestreech in limburghese, Maëstricht in francese desueto, Mastrique in spagnolo desueto), è un comune dei Paesi Bassi di 121.565 abitanti situato nella Provincia del Limburgo di cui è capoluogo.

## Geografia fisica
La città è attraversata dal fiume Mosa, da cui prende il nome. Il termine tricht deriva dal latino traiectum, data la probabile presenza di un passaggio per attraversare il fiume.

## Geologia
La città di Maastricht assume notevole importanza geologica. Ad essa si deve il nome del Maastrichtiano, ultimo piano del Cretacico superiore nella suddivisione della scala dei tempi geologici. Infatti all’interno delle successioni stratigrafiche affioranti nei pressi di questa città in passato furono identificate le prime rocce rappresentative di questo piano, le quali ne hanno a lungo rappresentato lo stratotipo, successivamente sostituito con il concetto di GSSP.

## Storia

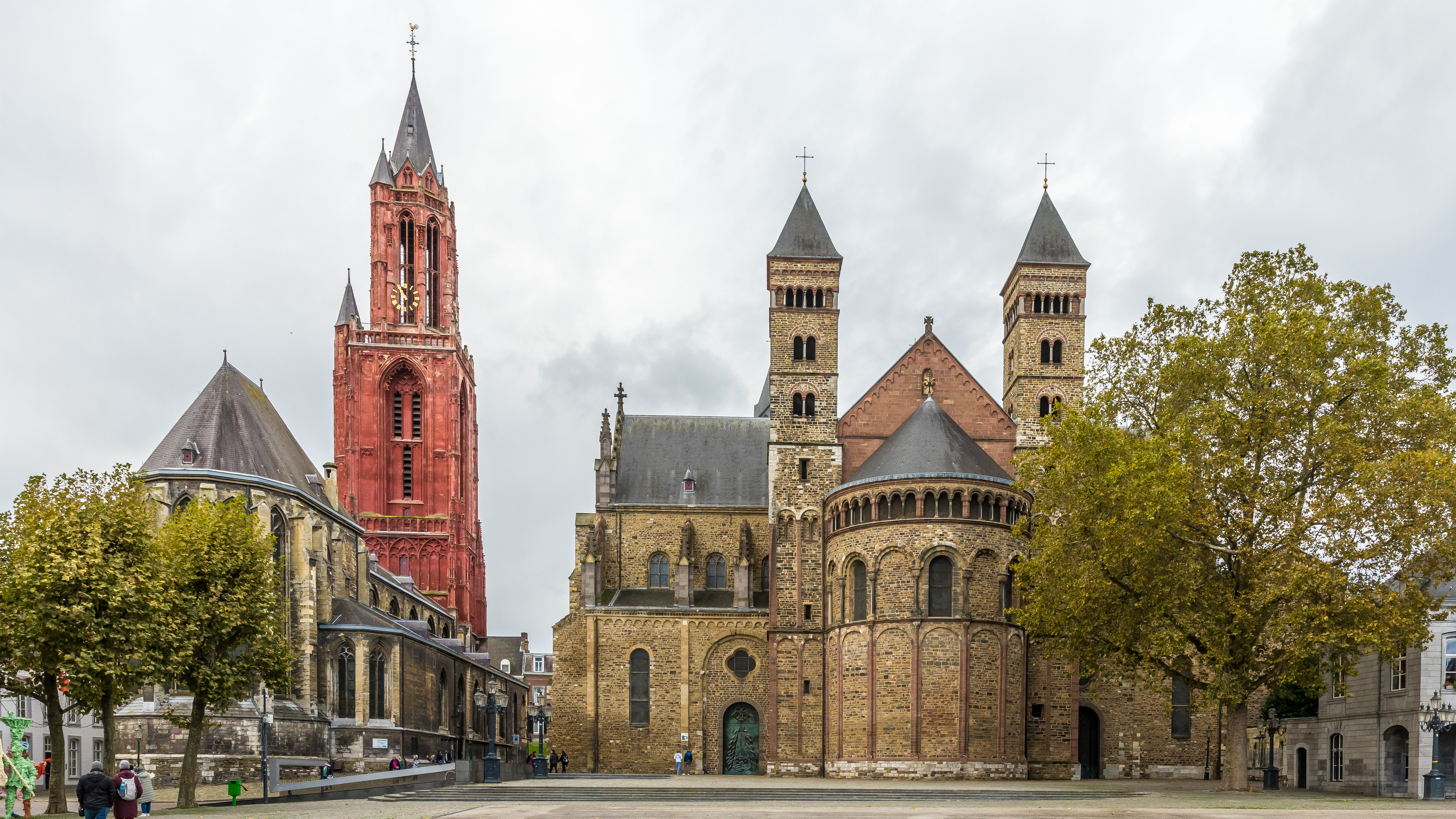
Piazza Vrijthof con le chiese di San Giovanni e di San Servazio

All'origine della città vi fu la costruzione di una fortificazione romana (castellum) nel 333 d.C. San Servazio, vescovo di Tongeren e Maastricht, morì nel 384 e fu tumulato in Maastricht. Accanto a lui c'è il sepolcro dell'ultimo re carolingio, Carlo I, duca della bassa Lorena (Lotaringia). Successivamente, verso la metà del VI secolo, la sede di diocesi di Tongres fu trasferita a Maastricht. Agli inizi dell'VIII secolo, Uberto di Liegi spostò la sede a Liegi, la città dove aveva subito il martirio il suo predecessore, San Lamberto di Maastricht.
Durante il Medioevo Maastricht era già una città importante nei Paesi Bassi, governata in condominio dai Duchi di Brabante e dai Principi–vescovi di Liegi in quella che veniva chiamata Doppia Signoria di Maastricht. Il 29 giugno 1579 la città di Maastricht fu conquistata da Alessandro Farnese, al servizio della Spagna. Circa cinquant'anni più tardi, nel 1632, in seguito a nuovo assedio, la città passò sotto il controllo della Repubblica delle Sette Province Unite. Nel 1673 la città fu occupata dalle armate di Luigi XIV di Francia, venendo poi restituita agli olandesi con il Trattato di Nimega del 1678. Durante l'assedio di Maastricht, Charles de Batz de Castelmore d'Artagnan, comandante della compagnia di Moschettieri della Guardia chiamati "Moschettieri grigi", morì a Maastricht. Nel 1748 la città fu nuovamente occupata temporaneamente dai francesi nel contesto della guerra di successione austriaca. Ulteriori assedi da parte francese avvennero nel 1793 e nel 1794 durante la guerra della Prima Coalizione, a seguito dei quali la città di Maastricht fu annessa alla Repubblica francese (poi Impero francese), diventando il capoluogo del Dipartimento della Mosa Inferiore. La città ritornò definitivamente sotto il controllo olandese, come parte del Regno Unito dei Paesi Bassi, in seguito al Congresso di Vienna dopo la sconfitta di Napoleone. Agli inizi del XIX secolo la città si sviluppò in un importante centro industriale.
Il comune ha aumentato la propria popolarità, in ambito internazionale, da quando il 7 febbraio 1992 vi è stato firmato il Trattato sull'Unione europea (TUE), noto come Trattato di Maastricht, da Belgio, Danimarca, Francia, Germania, Grecia, Irlanda, Italia, Lussemburgo, Paesi Bassi, Portogallo, Regno Unito e Spagna, allora membri della Comunità europea, oggi Unione europea, che entra in vigore dal 1º novembre 1993.

## Monumenti e luoghi d'interesse

### Architetture religiose
Maastricht in epoca medievale era meta di pellegrinaggi a causa delle numerose reliquie custodite nelle sue chiese : spicca l'elevato numero di chiese e di monasteri, ma alcune chiese hanno perso il loro scopo originario ed i monasteri sono stati riconvertiti per altri utilizzi.
 
Alcuni sono utilizzati dall'Università di Maastricht, la Chiesa dei Domenicani (Dominicanenkerk) ospita una libreria e non mancano casi di conversione in hotel di lusso. 
Tra le chiese che hanno mantenuto la loro funzione vi sono:
- La Basilica di Nostra Signora (Basiliek van Onze-Lieve-Vrouw), romanica, è considerata una delle chiese più antiche dei Paesi Bassi.
- La Basilica di San Servazio, è la principale chiesa cattolica di Maastricht e si trova sulla piazza principale chiamata Vrijthof.
- Sulla piazza principale si affaccia anche la protestante Chiesa di San Giovanni (Sint-Janskerk)
- La neogotica Chiesa di San Martino (Sint-Martinuskerk)
- La chiesa di San Mattia risalente al XIV secolo

## Architetture civili
- Palazzo municipale (Stadhuis van Maastricht) progettato da Pieter Post
- Ponte San Servazio (Sint Servaasbrug) è il ponte più antico dei Paesi Bassi

## Architetture militari
Maastricht è una città fortificata, tracce delle sue due cinte murarie (una risalente al 1229, l'altra al 1249) e delle numerose porte di accesso sono facilmente rinvenibili camminando per il centro storico.
Sul Sint-Pietersberg si trovano i resto del Fort Sint Pieter, una fortificazione di inizio XVIII secolo

## Cultura

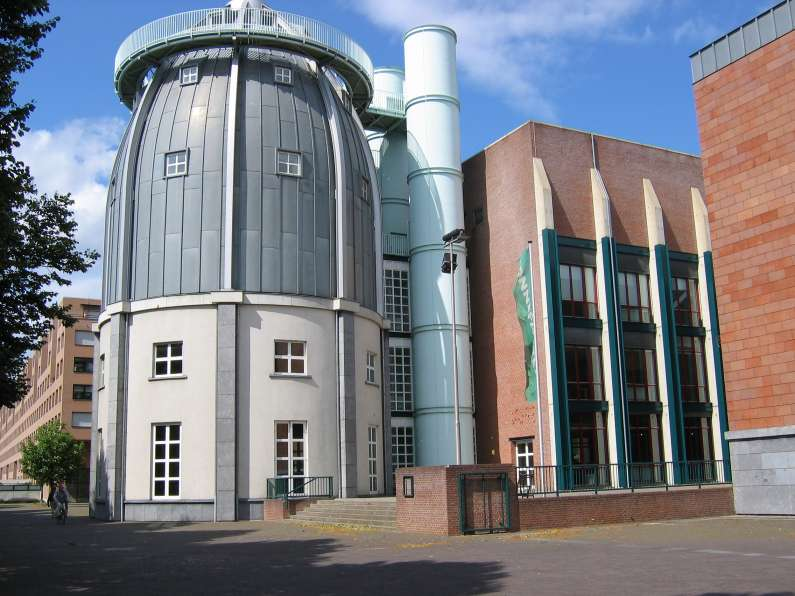
Museo Bonnefanten

### Istruzione

#### Biblioteche
La biblioteca cittadina di Maastricht è ospitata nel Centre Céramique, un edificio culturale in cui ha sede anche il Museo di Maastricht.

#### Scuole
A Maastricht ha sede uno dei Collegi del mondo unito

#### Università
A Maastricht si trovano diversi istituti di formazione superiore:
- l'Università di Maastricht caratterizzata dall'uso del Problem Based Learning (PBL) come metodo di apprendimento
- La Zuyd Hogeschool, un'università di scienze applicate di cui fa parte anche la Toneelacademie Maastricht, scuola di teatro e recitazione
- Il Conservatorium Maastricht, uno dei nove conservatori dei Paesi Bassi
- L'accademia d'arte Jan van Eyck Academie

#### Musei
- Bonnefantenmuseum, museo d'arte antica e moderna progettato dall'architetto Aldo Rossi
- Museum aan het Vrijthof, museo di pittura, antiquariato e storia locale
- Natuurhistorisch Museum Maastricht, museo di storia naturale; conserva il cranio di Mosasaurus hoffmanni

### Eventi
- TEFAF, fiera internazionale d'arte e antiquariato (marzo)
- Musica Sacra, festival di musica religiosa (settembre)
- Carnevale di Maastricht

## Geografia antropica

### Suddivisioni amministrative

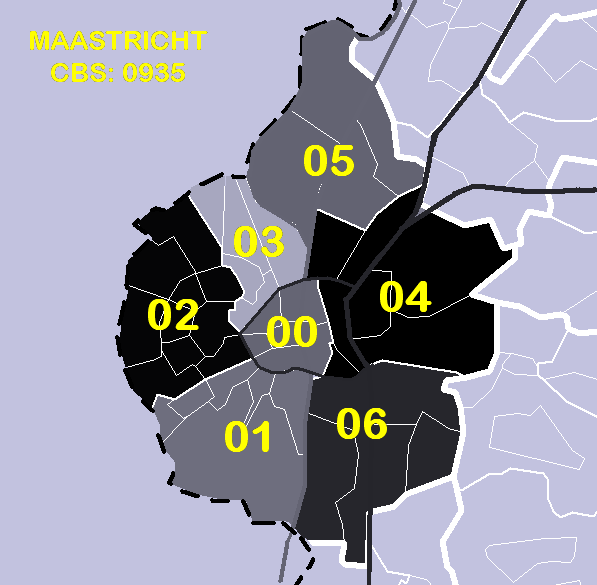
La suddivisione statistica della città

Il comune di Maastricht secondo la classificazione dell'Ufficio Centrale di Statistica dei Paesi Bassi, è composto da sette distretti ulteriormente suddivisi in 44 quartieri. Di seguito i  distretti con i quartieri che ne fanno parte:
- Maastricht-Centrum (codice di quartiere CBS: 093500): Binnenstad, Jekerkwartier, Kommelkwartier, Statenkwartier, Boschstraatkwartier, Wyck-Céramique, Sint Maartenspoort;
- Maastricht-Zuidwest (codice CBS del quartiere: 093501): Villapark, Jekerdal, Biesland, Campagne, Wolder, Sint Pieter;
- Maastricht-West  (codice di quartiere CBS: 093502): Brusselsepoort, Mariaberg, Belfort, Pottenberg, Malpertuis, Caberg, Oud-Caberg, Malberg, Dousberg-Hazendans, Daalhof;
- Maastricht-Noordwest (codice distretto CBS: 093503): Boschpoort, Bosscherveld, Frontenkwartier, Belvédère, Lanakerveld;
- Maastricht-Noordoost (codice del distretto CBS: 093505): Beatrixhaven, Meerssenhoven, Borgharen, Itteren;
- Maastricht-Oost (codice del distretto CBS: 093504): Heugemerveld, Wyckerpoort, Wittevrouwenveld, Nazareth, Limmel, Amby, Scharn;
- Maastricht-Zuidoost  (codice del distretto CBS: 093506): Heugem, Randwyck, Heer, De Heeg, Vroendaal.

## Amministrazione

### Amministrazione comunale

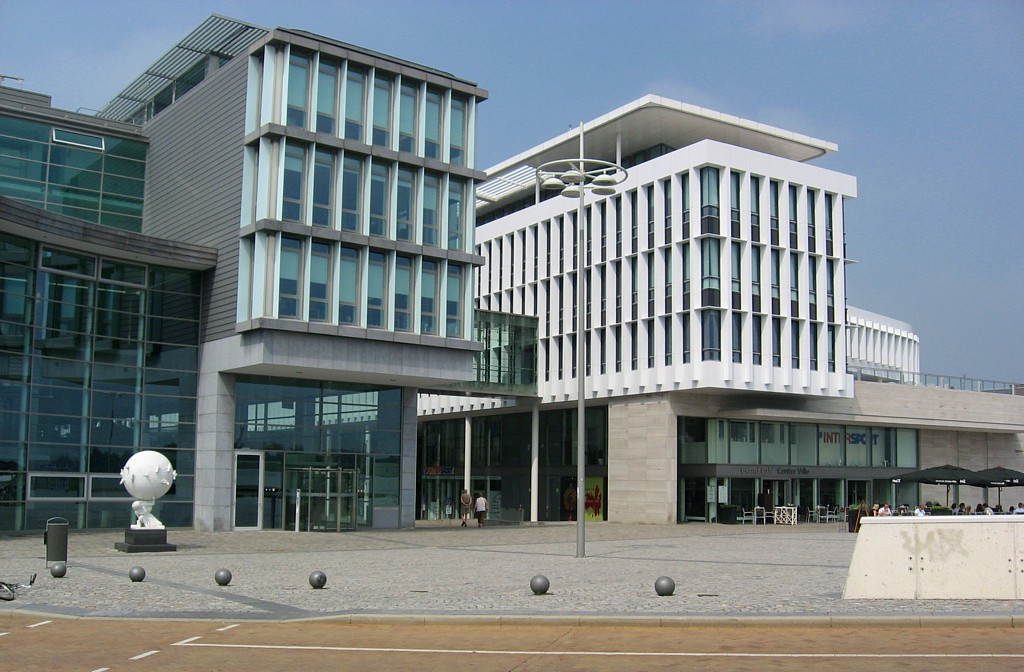
Il Mosae Forum visto dal fiume, sul lato sinistro si trovano gli uffici del comune

Sede dell'amministrazione comunale è lo storico edificio del municipio di Maastricht, gran parte degli uffici si trovano però nel più recente edificio presso il Mosae Forum sulla riva della Mosa.

### Gemellaggi
- Coblenza
- Liegi
- El Rama

## Infrastrutture e trasporti

### Ferrovie
Dalla stazione principale di Maastricht partono le linee in direzione nord (verso Sittard e Eindhoven), verso est in direzione Valkenburg aan de Geul e Heerlen, verso sud Visé e Liegi. La città dispone inoltre di due stazioni secondarie, sulla linea diretta a sud si trova la stazione di Maastricht Randwyck mentre sulla linea diretta ad Heerlen si trova la stazione di Maastricht Noord. 

### Aeroporti
Maastricht è servita dal vicino Aeroporto di Maastricht Aquisgrana - localmente conosciuto come Beek - con voli di linea per Alicante, Bari, Berlino, Faro, Gerona, Malaga, Pisa, Reus, Trapani e charter durante la stagione estiva. L'aeroporto si trova a circa 10 km a nord dal centro della città.

### Mobilità urbana
Le linee di autobus urbane ed extraurbane sono gestite dal 2016 dalla società Arriva che gestisce anche i collegamenti con l'aeroporto, con Aquisgrana (in Germania) e con Valkenburg aan de Geul. Dalla stazione degli autobus che si trova sul lato orientale della stazione ferroviaria partono anche linee internazionali come FlixBus.
La città, come molte città olandesi, dispone di una rete capillare di piste ciclabili. 

## Sport

### Calcio
L'MVV è la principale società calcistica di Maastricht, militante in Eerste Divisie.

### Ciclismo
Maastricht è la sede di partenza della corsa di ciclismo Amstel Gold Race.

### Football americano
La locale squadra di football americano, i Maastricht Wildcats, ha vinto il titolo nazionale nel 2007 e nel 2011 e il titolo AFLN nel 2000.

## Nei media
A Maastricht è ambientata la serie poliziesca olandese Flikken - Coppia in giallo.